# اولسیا بارل
اولسیا بارل (روسی: Олеся Ивановна Барель؛ زادهٔ ۹ فوریهٔ ۱۹۶۰) بازیکن بسکتبال اهل روسیه است.